# Карл Шпицвег
Карл Шпицвег (на немски: Carl Spitzweg) е германски художник, представител на Романтизма.

## Биография
Роден е на 5 февруари 1808 г. в Унтерпфафенхофен. Майка му произхожда от богато буржоазно семейство, а баща му е образован търговец, който бил уважаван в Мюнхен и за политическата си дейност.
Карл има двама братя, на които, както и на него, професиите определя баща му. Карл трябвало да стане аптекар. Първоначално детството и юношеството му в Мюнхен са спокойни и осигурени, но на единадесет години загубва майка си. Баща му се жени през същата година за сестрата на починалата си жена.
В Латинското училище Карл има много награди. Завършва Хуманитарната гимназия през 1825 г.
Въпреки че още много малък показва художествен талант (първите му рисунки са от 1823 г.) той започва като послушен син да чиракува в Кралската Баварска Дворцова аптека в Мюнхен. През 1828 г. умира баща му.
През 1829 г. Шпицвег стажува в аптеката на гр. Щраубинг и общува с художници и хора от театъра. През тази година умира най-големия му брат в египетска Александрия. Карл започва да следва фармация, ботаника и химия в Мюнхенския университет. Завършва с отличие през 1932 г. и вече може да упражнява професията на аптекар.
По време на лечение в минералните бани на град Зулц през 1833 г. взема решение да се посвети изключително на живописта. За това решение спомага и фактът, че през тази година получава своята част от наследството.
Шпицвег става член на Съюза на художниците в Мюнхен. Той е самоук, никога не е посещавал Художествена академия.
Следват пътувания до Далмация (1839 г.), Венеция (1850 г.), Париж и Лондон – за първото световно изложение, а на връщане се отбива във Франкфурт на Майн и Хайделберг.
От 1844 г. Шпицвег е сътрудник на вестник „Флигенде блетер“, който снабдява редовно с хумористични рисунки.
Малко след смъртта на по-малкия си брат, на 23 септември 1885 г. умира от мозъчен удар и Карл Шпицвег. Намират го в креслото в мюнхенското му жилище. Погребан е в старото Южно гробище в Мюнхен.

## Творчество
Шпицвег е създал около 1500 картини и рисунки. Още през 1824 г. започва да рисува с маслени бои. Приживе продава около 400 произведения. Купувачи и ценители намира предимно в новосъздаващата се буржоазия (бюргерство). Известността, на която художникът се радва в наши дни, започва едва след Втората световна война.
Стилът му клони към „късния романтизъм“. В началото е силно повлиян от Бидермайер, а по-късно се приближава към импресионистите.
Шпицвег рисува много още от младежките си години, а по-късно, в аптеката, рисува глави на истински и въображаеми болни, на млади и стари. Обича да изобразява градчето Щраубинг с неговите тесни улички, красиви еркери, кулички, фонтани и каменни статуи. Тези мотиви се повтарят в творбите му.
Карл Шпицвег рисува в малоформатните си картини германското бюргерство, чудаци и романтични случки. Той показва човешките слабости, но не и грозното. Грубостта е чужда на неговото творчество. Най-известната му картина е „Бедният поет“ (1839).
Други известни картини са: „Любителят на кактуси“, „При антикваря“, „Книжният червей“, „Едно посещение“, „Просещият музикант“, „Сбогуване“.
Карл Шпитцвег е сроден чрез жената на брат си Едуард, за Вилхелм /Вили/ Моралт, германски художник, чийто стил има много сходни неща, като мотиви и персонажи с творчеството на Шпитцвег, но и се различава от него.

## Галерия
- Мансардата (ок. 1849)
- Библиотечният плъх (ок. 1850)
- Moine respirant une rose (ок. 1850)
- Пепелната сряда (1855 – 1860)
- Заловеното любовно писмо (ок. 1860)
- Изкуството и науката (ок. 1880)

## За него
- ((de)) Und abends tu ich dichten. Gedichte und Zeichnungen von Carl Spitzweg, dtv (1997)
- ((de)) Christa Habrich et Siegfried Wichmann, Carl Spitzweg: der Maler und Apotheker, Belser, 2003